# 滿洲國經濟

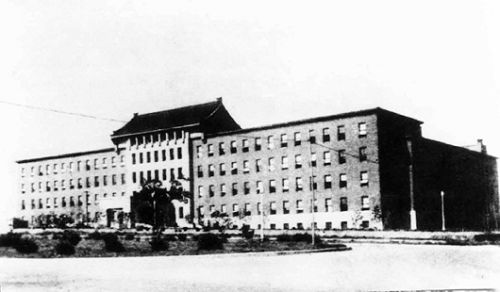
滿洲國經濟部大樓

作為日本的傀儡國，滿洲國經濟受到日本殖民政策的極大影響。日本對滿洲國的產業投資主要集中在重工業，但亦有部分在農業。 

## 概要
由關東軍和滿鐵調查部人士組成的「滿洲經濟調查會」在1933年製作了「滿洲國經濟建設綱要」，這也是日本對滿洲國投資計畫的模擬。 當時世界經濟受大蕭條的影響，普遍陷入低迷。 但使用計劃經濟的蘇聯反而實現重工業擴大。因此這一綱要受到蘇聯的強烈影響，容忍滿鐵出資的特殊法人壟斷金屬、石油、兵器等戰略資產業。 其它產業則實施一業一社主義，排除財閥影響。
1932年，滿洲中央銀行成立，對滿洲國境內流通的多種貨幣實施統合，發行滿洲國圓。
1930年代後期，日本陸軍決定確立滿洲國實現經濟自立，並大規模開發軍需產業。在1936年10月的湯崗子會議上，關東軍決定了「滿洲產業開發五年計畫」，確定了20個重點開發目標，總投資額達25億日圓。但1937年抗日戰爭爆發之後，滿洲國的投資計畫大幅調高約50億日元，定位也從自給自足改為日本的原料供給基地。1937年，鮎川義介率領的日本產業在新京開設滿洲重工業開發，對滿洲國的礦業投資進行一元化管理。

## 貿易
滿洲國的主要貿易對象是中華民國和日本，對蘇聯也有一些出口。抗日戰爭爆發之後，滿洲國對日出口顯著增加，對華出口亦有恢復，對第三國出口則近乎消失。對華進口在抗日戰爭開始後亦有顯著增加。